# 김은비 (2000년)
김은비(2000년 4월 4일 ~ )는 대한민국의 배우이다.

## 학력
- 2019년 ~ 한국예술종합학교 재학 중

## 출연

### 영화
- 2024년 《탈주》 - 김동혁의 여동생 역
- 2025년 《알러지》 - 수연 역
- 2025년 《강령: 귀신놀이》 - 서미연 역

### 드라마
- 2023년 SBS 《모범택시 2》 - 이진희 역 (7~8회)
- 2024년 MBC 《수사반장 1958》 - 이양자 역
- 2025년 SBS 《우리 영화》 - 유홍 역